# Atelopus mucubajiensis
Atelopus mucubajiensis é uma espécie de sapo da família Bufonidae. Ele é endêmico na Venezuela. Seu habitat natural são as florestas úmidas montanhosas e pradarias em elevadas altitudes, em áreas tropicais e subtropicais, e rios. Está ameaçado pela perda do seu habitat.